# Романово (Елцький повіт)
Романово (пол. Romanowo, нім. Romanowen) — село в Польщі, у гміні Каліново Елцького повіту Вармінсько-Мазурського воєводства.
Населення — 84 особи (2011).
У 1975-1998 роках село належало до Сувальського воєводства.

## Демографія
Демографічна структура станом на 31 березня 2011 року:
|          | Загалом | Допрацездатний вік | Працездатний вік | Постпрацездатний вік |
| -------- | ------- | ------------------ | ---------------- | -------------------- |
| Чоловіки | 42      | 9                  | 29               | 4                    |
| Жінки    | 42      | 9                  | 25               | 8                    |
| Разом    | 84      | 18                 | 54               | 12                   |